# Litokarpus
Litokarpus (Lithocarpus) je rod rostlin z čeledi bukovité. Jsou to vesměs stálezelené stromy s kožovitými, jednoduchými, střídavými listy a nenápadnými jednopohlavnými květy v klasovitých květenstvích. Plodem je žalud. Rod zahrnuje asi 100 až 300 druhů a je rozšířen zejména v tropické Asii. Litokarpy jsou lokálně těženy pro dřevo, některé druhy mají jedlé plody nebo jsou zdrojem tříslovin. V roce 2008 byl jediný americký zástupce rodu, Lithocarpus densiflorus, přeřazen na základě výsledků fylogenetických studií do samostatného rodu Notholithocarpus.

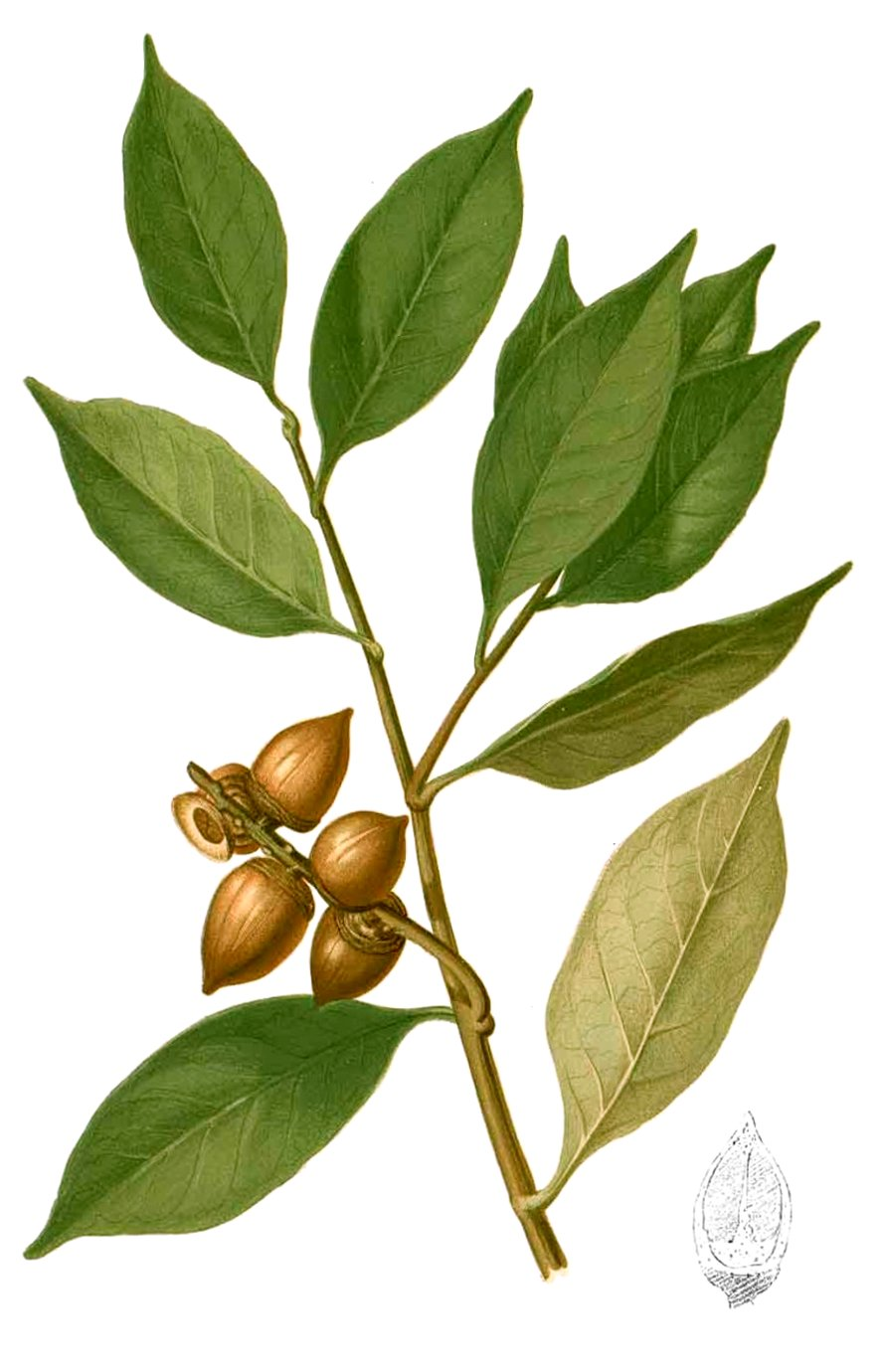
Kresba L. pseudoreinwardtii z 80. let 19. století

## Popis
Litokarpy jsou stálezelené, malé až mohutné stromy dorůstající výšek až 50 metrů, výjimečně i keře. Zimní pupeny jsou vejcovité až eliptické, kryté střechovitými šupinami. Některé asijské druhy mají u paty kmene kořenové náběhy nebo mají chůdovité kořeny. Listy jsou jednoduché, střídavé, tence až tlustě kožovité, na větévce ve spirále, s extrapetiolárními a většinou opadavými palisty. U některých druhů je čepel listů na okraji silně podvinutá. Květenství jsou jednopohlavná nebo oboupohlavná, víceméně vzpřímená, klasovitá. Vyvíjejí se buď v úžlabí listu naproti bázi větévky nebo v hustých latovitých svazcích na téměř vrcholových výhonech. Samčí květy jsou obvykle uspořádané po 3 až 5 ve vidlanovitých svazečcích, mají čtyř až šestilaločné okvětí a obsahují 10 až 12 tyčinek a drobný zakrnělý semeník. Samičí květy jsou jednotlivé nebo ve svazečcích většinou po 3, přičemž plně vyvinuté jsou jen 1 až 2 z nich. Jsou podepřené číškovitým zákrovem tvořeným mnoha střechovitě nebo kruhovitě se překrývajícími šupinami. Čnělky jsou většinou 3, řidčeji 2 nebo až 5. Semeník obsahuje většinou 3 komůrky, z nichž se po oplození pouze 1 vajíčko v jedné komůrce se vyvíjí v plod a ostatní pouzdra zakrňují. Plodem je oříšek s dřevnatým až kamenným oplodím, částečně nebo zcela krytý korkovitou, dřevnatou nebo velmi tvrdou, sklerifikovanou číškou. Plody se podobně jako u dubu označují jako žaludy. Mohou mít vejcovitý, kulovitý nebo kuželovitý tvar.

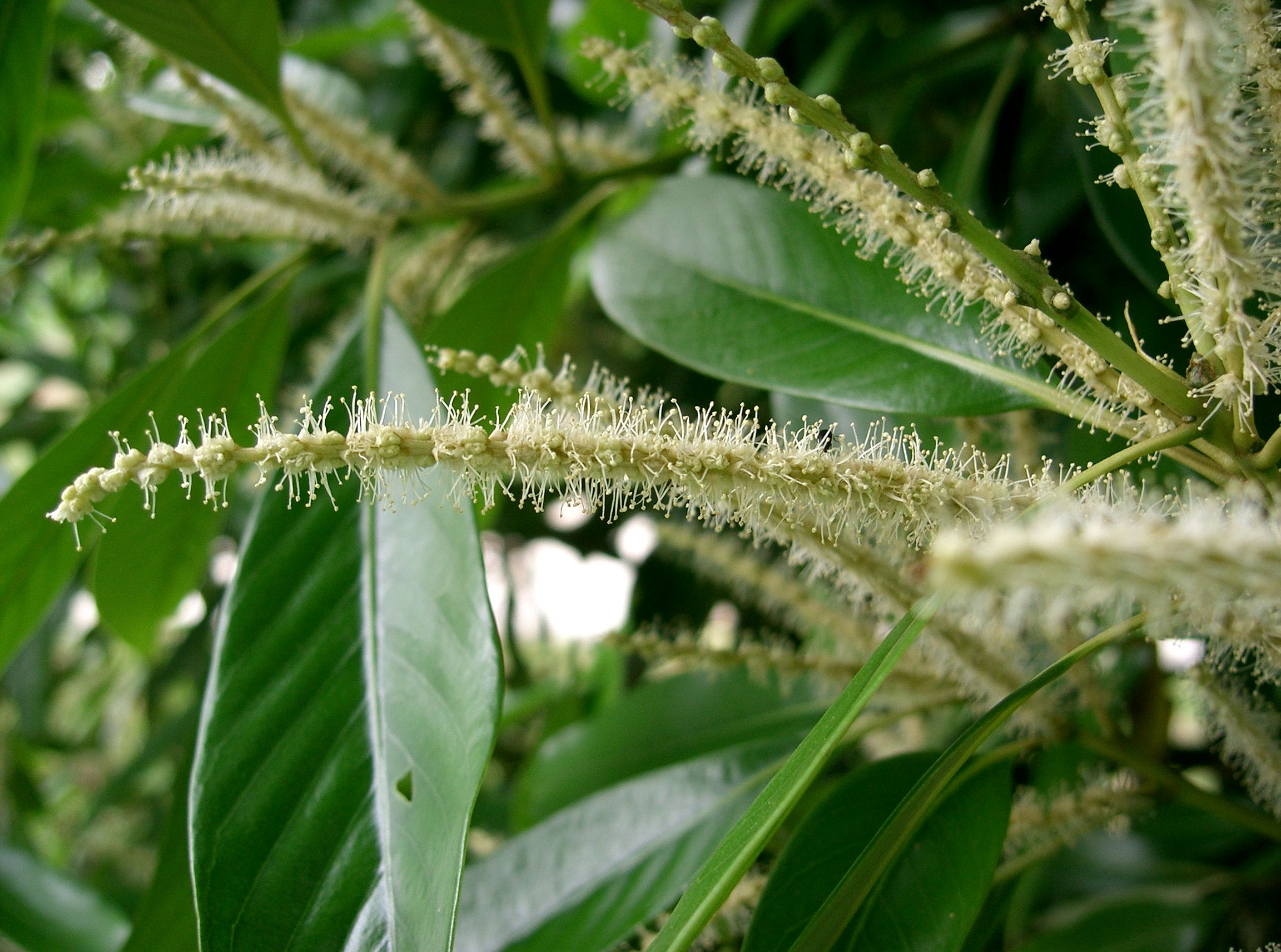
Květenství litokarpu jedlého
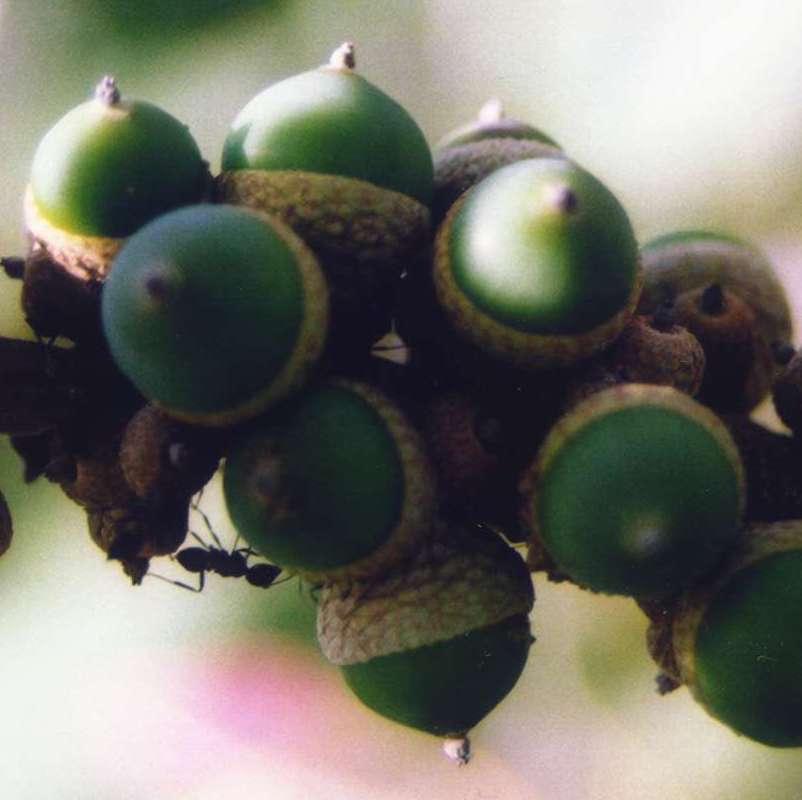
Plody Lithocarpus collettii

## Rozšíření
Počty udávaných druhů tohoto rodu se v jednotlivých zdrojích dosti různí a pohybují se v počtu od 100 až po 300.
Litokarpy jsou rozšířeny výhradně v Asii, kde sahá areál rozšíření od Nepálu a severovýchodní Indie přes jižní oblasti Číny po jižní Japonsko a přes jihovýchodní Asii po Novou Guineu. Z Číny je uváděno 123 druhů, z toho 69 endemických.
V jihovýchodní Asii rostou litokarpy převážně jako součást nížinných až horských stálezelených tropických lesů v nadmořských výškách až 3000 metrů, zpravidla však do 1500 metrů. Vyskytují se na různých geologických podkladech včetně vápenců.

## Ekologické interakce
Květenství litokarpů navštěvuje drobný hmyz sbírající pyl (např. mouchy z čeledi bzučivkovití), přesto však u těchto rostlin převažuje opylování větrem.

## Taxonomie
Rod Lithocarpus je v rámci čeledi Fagaceae řazen do podčeledi Castaneoideae. V minulosti byl součástí rodu i severoamerický druh Lithocarpus densiflorus. V roce 2018 byl na základě výsledků fylogenetických studií přeřazen do samostatného rodu Notholithocarpus.

## Zástupci
- litokarpus jedlý (Lithocarpus edulis)

## Význam
Plody litokarpu jedlého, pocházejícího z Japonska, jsou jedlé, mají však hořkou chuť. Jedlé jsou i plody indického L. xylocarpus.
Některé druhy jsou lokálně těženy pro dřevo používané zejména ke stavbě domů, např. Lithocarpus coopertus na Borneu, či L. brassii na Nové Guineji. V Malajsii je dřevo litokarpů obchodováno podobně jako dřevo dubů pod názvem mempening. Větévky L. lampadarius jsou v jihovýchodní Asii používány jako pochodně.